# Pseudorinelepis genibarbis
Pseudorinelepis genibarbis – gatunek słodkowodnej ryby sumokształtnej z rodziny zbrojnikowatych (Loricariidae), jedyny przedstawiciel rodzaju Pseudorinelepis. 
Opisany naukowo przez Valenciennesa, prawdopodobnie z Brazylii. Armbruster i Hardman przeprowadzili rewizję taksonomiczną rodzaju i gatunku na podstawie osobników złowionych w dorzeczu Amazonki na terenie Peru. P. genibarbis występuje w dorzeczu górnej Amazonki i Orinoko, na terenie Brazylii, Ekwadoru, Kolumbii i Peru.
Dorosłe osobniki osiągają maksymalnie 35,6 cm długości standardowej (SL).